# Tatjana Gerhard
Tatjana Kristina Gerhard (* 23. Oktober 1974 in Zürich) ist eine Schweizer Malerin.

## Leben
Tatjana Gerhard besuchte von 1995 bis 1997 an der Hochschule für Gestaltung und Kunst in Zürich die Fachklasse für Werklehrer und von 1997 bis 2001 die Fachklasse für das Höhere Lehramt in Bildnerische Gestaltung.

## Werk
Ihr Werk war im Aargauer Kunsthaus in der Stipendienausstellung Vordemberge-Gildewart in Aarau zu sehen und wurde im Jahr 2010 gemeinsam mit Klaudia Schifferle im Helmhaus Zürich ausgestellt. Zudem sind ihre Arbeiten in Sammlungen wie der Roche Collection, der John Jones Collection, der Sturzenegger Stiftung und der Sammlung des S.M.A.K. Stedelijk Museum voor Actuele Kunst in Gent vertreten.

## Ausstellungen

### Einzelausstellungen
- 2013: Deweer Gallery, Otegem (BE)
- 2011: Randland, Rotwand, Zürich
- 2011: Centre culturel suisse, Project Room, Paris
- 2010: es scheint so, Helmhaus Zürich (mit Klaudia Schifferle)
- 2010: Als ob sie alles wussten, Deweer Gallery, Otegem
- 2008: Rotwand, Zürich
- 2007: Dina4 Projekte, München
- 2006: Galerie staubkohler (mit Nina Weber), Zürich
- 2006: Galerie Artdirekt, Bern
- 2005: Galerie Artdirekt, Bern
- 2005: also das es im Finstern stand, Les Complices, Zürich

### Gruppenausstellungen
- 2012: Misplaced, Displaced, Replaced, Rotwand, Zürich
- 2012: Merets Funken. Surrealismen in der Zeitgenössischen Schweizer Kunst, Kunstmuseum Bern
- 2011: IKOB Kunstpreis (Nominierung), IKOB Museum für zeitgenössische Kunst, Eupen
- 2011: Swiss Art Award, Basel
- 2011: Röntgen 10, temporary dependence of Katz Contemporary/Nicola von Senger/Rotwand, curated by Jocelyne & Fabrice Petignat, Zürich
- 2011: Zwischenlager. Ankäufe der Stadt Zürich 06-10, Helmhaus, Zürich
- 2010: Hareng Saur - Ensor and Contemporary Art, Museum of Fine Arts & S.M.A.K. (Museum of Contemporary Art), Ghent
- 2010: Public Private Paintings / 2000 - 2010 : 10jaar schilderkunst uit publieke en privécollecties in Vlaanderen en Brussel, Mu.Zee, Ostend
- 2009: Vordemberge-Gildewart Grant, Aargauer Kunsthaus, Aarau
- 2008: Kanton Zürich, Werkbeiträge Bildende Kunst 2008, Zürich
- 2008: Glückliche Tage? Kinder in der Schweizer Kunst vom 18. Jahrhundert bis zur Gegenwart, Museum zu Allerheiligen, Schaffhausen
- 2008: Unterholz, Dina4 Projekte, Berlin
- 2008: Stultifera Navis (curated by Andrea Bruciati & Marco Tagliafierro), Porta Sant’Agostino, Bergamo
- 2007: Ausstellung Werk- und Atelierstipendien der Stadt Zürich, Helmhaus Zürich
- 2007: Poetics Country Ferenbalm-Gurbrü Station, Karlsruhe
- 2006: balkanTV von Marusic/Helbling, BINZ39, Zürich
- 2006: La Luna. La Diva, likeyou projects, Zürich
- 2006: Linie, Dina4 Projekte, München
- 2006: Speed, Galerie staubkohler, Zürich
- 2005: Teuflische Engel, Galerie Artdirekt, Bern
- 2004: Cart Off-Space, Les Complices, Zürich
- 2004: Ausstellung Werk- und Atelierstipendien der Stadt Zürich, Helmhaus Zürich
- 2004: Galerie artone Zürich
- 2003: Galerie artone, Zürich